# Giải vô địch bóng đá nữ thế giới 2023 (Bảng G)
Bảng G của giải vô địch bóng đá nữ thế giới 2023 sẽ diễn ra từ ngày 23 tháng 7 đến ngày 2 tháng 8 năm 2023. Bảng này bao gồm Thụy Điển, Nam Phi, Ý và Argentina. Hai đội tuyển đứng đầu sẽ giành quyền vào vòng 16 đội.

## Các đội tuyển
| Vị trí bốc thăm | Đội tuyển | Nhóm hạt giống | Liên đoàn | Tư cách vòng loại                    | Ngày vượt qua vòng loại | Tham dự chung kết | Tham dự cuối cùng | Thành tích tốt nhất lần trước | Bảng xếp hạng FIFA | Bảng xếp hạng FIFA |
| Vị trí bốc thăm | Đội tuyển | Nhóm hạt giống | Liên đoàn | Tư cách vòng loại                    | Ngày vượt qua vòng loại | Tham dự chung kết | Tham dự cuối cùng | Thành tích tốt nhất lần trước | Tháng 10 năm 2022  | Tháng 6 năm 2023   |
| --------------- | --------- | -------------- | --------- | ------------------------------------ | ----------------------- | ----------------- | ----------------- | ----------------------------- | ------------------ | ------------------ |
| G1              | Thụy Điển | 1              | UEFA      | Nhất Bảng A khu vực châu Âu          | 12 tháng 4 năm 2022     | Lần thứ 9         | 2019              | Á quân (2003)                 | 2                  | 3                  |
| G2              | Nam Phi   | 4              | CAF       | Vô địch Cúp bóng đá nữ châu Phi 2022 | 14 tháng 7 năm 2022     | Lần thứ 2         | 2019              | Vòng bảng (2019)              | 54                 | 54                 |
| G3              | Ý         | 2              | UEFA      | Nhất Bảng G khu vực châu Âu          | 6 tháng 9 năm 2022      | Lần thứ 4         | 2019              | Tứ kết (1991, 2019)           | 14                 | 16                 |
| G4              | Argentina | 3              | CONMEBOL  | Hạng ba Cúp bóng đá nữ Nam Mỹ 2022   | 29 tháng 7 năm 2022     | Lần thứ 4         | 2019              | Vòng bảng (2003, 2007, 2019)  | 29                 | 28                 |

Ghi chú
1. ↑  Bảng xếp hạng vào Tháng 10 năm 2022 sẽ được sử dụng làm hạt giống cho buổi lễ bốc thăm.

## Bảng xếp hạng
| VT | Đội       | ST | T | H | B | BT | BB | HS | Đ | Giành quyền tham dự                 |
| -- | --------- | -- | - | - | - | -- | -- | -- | - | ----------------------------------- |
| 1  | Thụy Điển | 3  | 3 | 0 | 0 | 9  | 1  | +8 | 9 | Đi tiếp vào vòng đấu loại trực tiếp |
| 2  | Nam Phi   | 3  | 1 | 1 | 1 | 6  | 6  | 0  | 4 | Đi tiếp vào vòng đấu loại trực tiếp |
| 3  | Ý         | 3  | 1 | 0 | 2 | 3  | 8  | −5 | 3 |                                     |
| 4  | Argentina | 3  | 0 | 1 | 2 | 2  | 5  | −3 | 1 |                                     |

Ở vòng 16 đội:
- Đội nhất bảng G sẽ đấu với đội nhì bảng E.
- Đội nhì bảng G sẽ đấu với đội nhất bảng E.

## Các trận đấu
Tất cả trận đấu được liệt kê theo giờ địa phương, NZST (UTC+12).

### Thụy Điển vs Nam Phi
| Thụy Điển                  | 2–1      | Nam Phi    |
| -------------------------- | -------- | ---------- |
| - Rolfö 65' - Ilestedt 90' | Chi tiết | Magaia 48' |

| Thụy Điển | Nam Phi |

| GK                | 1  | Zećira Mušović          |  |     |
| CB                | 14 | Nathalie Björn          |  |     |
| CB                | 13 | Amanda Ilestedt         |  |     |
| CB                | 6  | Magdalena Eriksson      |  |     |
| RM                | 19 | Johanna Rytting Kaneryd |  | 88' |
| CM                | 16 | Filippa Angeldahl       |  | 67' |
| CM                | 23 | Elin Rubensson          |  | 81' |
| LM                | 2  | Jonna Andersson         |  |     |
| AM                | 9  | Kosovare Asllani (c)    |  |     |
| AM                | 18 | Fridolina Rolfö         |  | 67' |
| CF                | 11 | Stina Blackstenius      |  | 67' |
| Thay người:       |    |                         |  |     |
| MF                | 20 | Hanna Bennison          |  | 67' |
| FW                | 15 | Rebecka Blomqvist       |  | 67' |
| MF                | 22 | Olivia Schough          |  | 67' |
| MF                | 17 | Caroline Seger          |  | 81' |
| FW                | 8  | Lina Hurtig             |  | 88' |
| Huấn luyện viên:  |    |                         |  |     |
| Peter Gerhardsson |    |                         |  |     |

| GK               | 1  | Kaylin Swart        |     |     |
| CB               | 2  | Lebogang Ramalepe   |     |     |
| CB               | 13 | Bambanani Mbane     |     |     |
| CB               | 3  | Bongeka Gamede      |     |     |
| LB               | 18 | Sibulele Holweni    |     |     |
| RM               | 12 | Jermaine Seoposenwe |     |     |
| CM               | 15 | Refiloe Jane (c)    | 89' |     |
| CM               | 19 | Kholosa Biyana      | 74' |     |
| LM               | 8  | Hildah Magaia       |     | 56' |
| CF               | 10 | Linda Motlhalo      |     | 56' |
| CF               | 11 | Thembi Kgatlana     |     |     |
| Thay người:      |    |                     |     |     |
| FW               | 9  | Gabriela Salgado    |     | 56' |
| MF               | 22 | Nomvula Kgoale      |     | 67' |
| Huấn luyện viên: |    |                     |     |     |
| Desiree Ellis    |    |                     |     |     |

| Cầu thủ xuất sắc của trận đấu: Amanda Ilestedt (Thụy Điển) Trợ lý trọng tài: Kathryn Nesbitt (Hoa Kỳ) Felisha Mariscal (Hoa Kỳ) Trọng tài thứ tư: Kim Yu-jeong (Hàn Quốc) Trọng tài video: Carol Anne Chenard (Canada) Trợ lý trọng tài video: Tatiana Guzmán (Nicaragua) Trợ lý trọng tài video (việt vị): Enedina Caudillo (México) |

### Ý vs Argentina
| Ý           | 1–0      | Argentina |
| ----------- | -------- | --------- |
| Girelli 87' | Chi tiết |           |

| Ý | Argentina |

| GK               | 22 | Francesca Durante    |     |     |
| RB               | 4  | Lucia Di Guglielmo   |     |     |
| CB               | 5  | Elena Linari         |     |     |
| CB               | 17 | Lisa Boattin         |     |     |
| LB               | 23 | Cecilia Salvai       |     |     |
| CM               | 6  | Manuela Giugliano    |     |     |
| CM               | 16 | Giulia Dragoni       |     | 83' |
| RW               | 8  | Barbara Bonansea (c) |     |     |
| AM               | 18 | Arianna Caruso       | 25' | 58' |
| LW               | 14 | Chiara Beccari       |     |     |
| CF               | 9  | Valentina Giacinti   |     | 74' |
| Thay người:      |    |                      |     |     |
| MF               | 20 | Giada Greggi         |     | 58' |
| FW               | 7  | Sofia Cantore        |     | 74' |
| FW               | 10 | Cristiana Girelli    |     | 83' |
| Huấn luyện viên: |    |                      |     |     |
| Milena Bertolini |    |                      |     |     |

| GK               | 1  | Vanina Correa (c)    |     |       |
| RB               | 13 | Sophia Braun         |     |       |
| CB               | 14 | Miriam Mayorga       |     |       |
| CB               | 6  | Aldana Cometti       |     |       |
| LB               | 3  | Eliana Stábile       |     |       |
| CM               | 8  | Daiana Falfán        |     | 90+2' |
| CM               | 16 | Lorena Benítez       |     |       |
| RW               | 7  | Romina Núñez         |     | 77'   |
| AM               | 15 | Florencia Bonsegundo | 76' |       |
| LW               | 22 | Estefanía Banini     |     |       |
| CF               | 19 | Mariana Larroquette  | 12' | 90+2' |
| Thay người:      |    |                      |     |       |
| FW               | 11 | Yamila Rodríguez     |     | 77'   |
| FW               | 9  | Paulina Gramaglia    |     | 90+2' |
| MF               | 10 | Dalila Ippólito      |     | 90+2' |
| Huấn luyện viên: |    |                      |     |       |
| Germán Portanova |    |                      |     |       |

| Trợ lý trọng tài: Shirley Perelló (Honduras) Sandra Ramírez (México) Trọng tài thứ tư: Ivana Martinčić (Croatia) Trọng tài video: Tatiana Guzmán (Nicaragua) Trợ lý trọng tài video: Armando Villarreal (Hoa Kỳ) Trợ lý trọng tài video (việt vị): Chantal Boudreau (Canada) |

### Argentina vs Nam Phi
| Argentina               | 2–2      | Nam Phi                       |
| ----------------------- | -------- | ----------------------------- |
| - Braun 74' - Núñez 79' | Chi tiết | - Motlhalo 30' - Kgatlana 66' |

| Argentina | Nam Phi |

| GK               | 1  | Vanina Correa (c)    |       |     |
| RB               | 13 | Sophia Braun         |       |     |
| CB               | 14 | Miriam Mayorga       | 45+1' |     |
| CB               | 6  | Aldana Cometti       |       |     |
| LB               | 3  | Eliana Stábile       |       |     |
| DM               | 16 | Lorena Benítez       |       | 46' |
| RM               | 9  | Paulina Gramaglia    |       | 59' |
| CM               | 8  | Daiana Falfán        |       | 46' |
| CM               | 15 | Florencia Bonsegundo |       |     |
| LM               | 22 | Estefanía Banini     |       |     |
| CF               | 19 | Mariana Larroquette  |       | 69' |
| Thay người:      |    |                      |       |     |
| FW               | 7  | Romina Núñez         |       | 46' |
| DF               | 4  | Julieta Cruz         |       | 46' |
| FW               | 11 | Yamila Rodríguez     |       | 59' |
| FW               | 21 | Érica Lonigro        |       | 69' |
| Huấn luyện viên: |    |                      |       |     |
| Germán Portanova |    |                      |       |     |

| GK               | 1  | Kaylin Swart        |     |         |
| RB               | 2  | Lebogang Ramalepe   |     |         |
| CB               | 13 | Bambanani Mbane     |     |         |
| CB               | 3  | Bongeka Gamede      |     |         |
| LB               | 7  | Karabo Dhlamini     |     |         |
| CM               | 15 | Refiloe Jane (c)    |     | 25'     |
| CM               | 10 | Linda Motlhalo      |     | 83'     |
| RW               | 12 | Jermaine Seoposenwe |     |         |
| AM               | 8  | Hildah Magaia       |     |         |
| LW               | 6  | Noxolo Cesane       |     | 54'     |
| CF               | 11 | Thembi Kgatlana     |     | 83'     |
| Thay người:      |    |                     |     |         |
| MF               | 19 | Kholosa Biyana      | 43' | 25' 54' |
| DF               | 14 | Tiisetso Makhubela  | 56' | 54'     |
| MF               | 18 | Sibulele Holweni    |     | 54'     |
| MF               | 22 | Nomvula Kgoale      |     | 83'     |
| FW               | 17 | Melinda Kgadiete    |     | 83'     |
| Huấn luyện viên: |    |                     |     |         |
| Desiree Ellis    |    |                     |     |         |

| Cầu thủ xuất sắc của trận đấu: Thembi Kgatlana (Nam Phi) Trợ lý trọng tài: Sarah Jones (New Zealand) Maria Salamasina (Samoa) Trọng tài thứ tư: Iuliana Demetrescu (România) Trọng tài video: Abdulla Al-Marri (Qatar) Trợ lý trọng tài video: Drew Fischer (Canada) Trợ lý trọng tài video (việt vị): Felisha Mariscal (Hoa Kỳ) |

### Thụy Điển vs Ý
| Thụy Điển                                                              | 5–0      | Ý |
| ---------------------------------------------------------------------- | -------- | - |
| - Ilestedt 39', 50' - Rolfö 44' - Blackstenius 45+1' - Blomqvist 90+5' | Chi tiết |   |

| Thụy Điển | Ý |

| GK                | 1  | Zećira Mušović          |  |     |
| RB                | 14 | Nathalie Björn          |  |     |
| CB                | 13 | Amanda Ilestedt         |  |     |
| CB                | 6  | Magdalena Eriksson      |  |     |
| LB                | 2  | Jonna Andersson         |  |     |
| CM                | 16 | Filippa Angeldahl       |  |     |
| CM                | 23 | Elin Rubensson          |  | 75' |
| RW                | 19 | Johanna Rytting Kaneryd |  | 75' |
| AM                | 9  | Kosovare Asllani (c)    |  | 62' |
| LW                | 18 | Fridolina Rolfö         |  | 62' |
| CF                | 11 | Stina Blackstenius      |  | 89' |
| Thay người:       |    |                         |  |     |
| MF                | 22 | Olivia Schough          |  | 62' |
| FW                | 7  | Madelen Janogy          |  | 62' |
| MF                | 17 | Caroline Seger          |  | 75' |
| FW                | 10 | Sofia Jakobsson         |  | 75' |
| FW                | 15 | Rebecka Blomqvist       |  | 89' |
| Huấn luyện viên:  |    |                         |  |     |
| Peter Gerhardsson |    |                         |  |     |

| GK               | 22 | Francesca Durante    |  |     |
| RB               | 4  | Lucia Di Guglielmo   |  | 59' |
| CB               | 5  | Elena Linari         |  |     |
| CB               | 23 | Cecilia Salvai       |  |     |
| LB               | 17 | Lisa Boattin         |  |     |
| CM               | 6  | Manuela Giugliano    |  |     |
| CM               | 18 | Arianna Caruso       |  | 71' |
| RW               | 8  | Barbara Bonansea (c) |  | 59' |
| AM               | 16 | Giulia Dragoni       |  | 59' |
| LW               | 14 | Chiara Beccari       |  | 75' |
| CF               | 7  | Sofia Cantore        |  |     |
| Thay người:      |    |                      |  |     |
| DF               | 19 | Martina Lenzini      |  | 59' |
| FW               | 15 | Annamaria Serturini  |  | 59' |
| MF               | 20 | Giada Greggi         |  | 59' |
| MF               | 21 | Valentina Cernoia    |  | 71' |
| FW               | 9  | Valentina Giacinti   |  | 75' |
| Huấn luyện viên: |    |                      |  |     |
| Milena Bertolini |    |                      |  |     |

| Cầu thủ xuất sắc của trận đấu: Amanda Ilestedt (Thụy Điển) Trợ lý trọng tài: Michelle O'Neill (Cộng hòa Ireland) Franca Overtoom (Hà Lan) Trọng tài thứ tư: Myriam Marcotte (Canada) Trọng tài video: Pol van Boekel (Hà Lan) Trợ lý trọng tài video: Marco Fritz (Đức) Trợ lý trọng tài video (việt vị): Ella De Vries (Bỉ) |

### Argentina vs Thụy Điển
| Argentina | 0–2      | Thụy Điển                               |
| --------- | -------- | --------------------------------------- |
|           | Chi tiết | - Blomqvist 66' - Rubensson 90' (ph.đ.) |

| Argentina | Thụy Điển |

| GK               | 1  | Vanina Correa (c)    |       |         |
| RB               | 4  | Julieta Cruz         |       | 71'     |
| CB               | 13 | Sophia Braun         |       |         |
| CB               | 2  | Adriana Sachs        |       |         |
| LB               | 3  | Eliana Stábile       |       |         |
| RM               | 7  | Romina Núñez         |       |         |
| CM               | 15 | Florencia Bonsegundo |       | 41'     |
| CM               | 6  | Aldana Cometti       |       |         |
| CM               | 17 | Camila Gómez Ares    | 45+4' | 71'     |
| LM               | 22 | Estefanía Banini     |       |         |
| CF               | 19 | Mariana Larroquette  |       | 79'     |
| Thay người:      |    |                      |       |         |
| MF               | 8  | Daiana Falfán        |       | 41' 79' |
| MF               | 10 | Dalila Ippólito      |       | 71'     |
| DF               | 18 | Gabriela Chávez      |       | 71'     |
| FW               | 21 | Érica Lonigro        |       | 79'     |
| FW               | 11 | Yamila Rodríguez     |       | 79'     |
| Huấn luyện viên: |    |                      |       |         |
| Germán Portanova |    |                      |       |         |

| GK                | 12 | Jennifer Falk           |     |       |
| RB                | 4  | Stina Lennartsson       |     |       |
| CB                | 13 | Amanda Ilestedt         |     | 62'   |
| CB                | 6  | Magdalena Eriksson      |     |       |
| LB                | 5  | Anna Sandberg           |     |       |
| CM                | 20 | Hanna Bennison          |     |       |
| CM                | 17 | Caroline Seger (c)      |     | 46'   |
| RW                | 10 | Sofia Jakobsson         |     | 76'   |
| AM                | 7  | Madelen Janogy          |     | 90+3' |
| LW                | 22 | Olivia Schough          | 20' | 62'   |
| CF                | 15 | Rebecka Blomqvist       |     |       |
| Thay người:       |    |                         |     |       |
| MF                | 23 | Elin Rubensson          |     | 46'   |
| FW                | 8  | Lina Hurtig             |     | 62'   |
| DF                | 3  | Linda Sembrant          |     | 62'   |
| MF                | 19 | Johanna Rytting Kaneryd |     | 76'   |
| FW                | 11 | Stina Blackstenius      |     | 90+3' |
| Huấn luyện viên:  |    |                         |     |       |
| Peter Gerhardsson |    |                         |     |       |

| Cầu thủ xuất sắc của trận đấu: Rebecka Blomqvist (Thụy Điển) Trợ lý trọng tài: Queency Victoire (Mauritius) Mary Njoroge (Kenya) Trọng tài thứ tư: Kim Yu-jeong (Hàn Quốc) Trọng tài video: Adil Zourak (Maroc) Trợ lý trọng tài video: Tatiana Guzmán (Nicaragua) Trợ lý trọng tài video (việt vị): Fatiha Jermoumi (Maroc) |

### Nam Phi vs Ý
| Nam Phi                                         | 3–2      | Ý                       |
| ----------------------------------------------- | -------- | ----------------------- |
| - Orsi 32' (l.n.) - Magaia 67' - Kgatlana 90+2' | Chi tiết | Caruso 11' (ph.đ.), 74' |

| Nam Phi | Ý |

| GK               | 1  | Kaylin Swart        |  |        |
| CB               | 3  | Bongeka Gamede      |  |        |
| CB               | 4  | Noko Matlou         |  |        |
| CB               | 13 | Bambanani Mbane     |  |        |
| RM               | 2  | Lebogang Ramalepe   |  | 90+5'  |
| CM               | 10 | Linda Motlhalo      |  |        |
| CM               | 20 | Robyn Moodaly       |  | 46'    |
| LM               | 7  | Karabo Dhlamini     |  | 90+15' |
| RF               | 12 | Jermaine Seoposenwe |  |        |
| CF               | 11 | Thembi Kgatlana (c) |  |        |
| LF               | 8  | Hildah Magaia       |  | 90+5'  |
| Thay người:      |    |                     |  |        |
| MF               | 22 | Nomvula Kgoale      |  | 46'    |
| DF               | 14 | Tiisetso Makhubela  |  | 90+5'  |
| FW               | 23 | Wendy Shongwe       |  | 90+5'  |
| LB               | 18 | Sibulele Holweni    |  | 90+15' |
| Huấn luyện viên: |    |                     |  |        |
| Desiree Ellis    |    |                     |  |        |

| GK               | 22 | Francesca Durante    |  |        |
| RB               | 4  | Lucia Di Guglielmo   |  | 64'    |
| CB               | 5  | Elena Linari         |  |        |
| CB               | 3  | Benedetta Orsi       |  | 90+10' |
| LB               | 17 | Lisa Boattin         |  |        |
| CM               | 6  | Manuela Giugliano    |  |        |
| CM               | 18 | Arianna Caruso       |  | 83'    |
| RW               | 8  | Barbara Bonansea (c) |  | 64'    |
| AM               | 16 | Giulia Dragoni       |  |        |
| LW               | 14 | Chiara Beccari       |  | 83'    |
| CF               | 9  | Valentina Giacinti   |  |        |
| Thay người:      |    |                      |  |        |
| FW               | 10 | Cristiana Girelli    |  | 64'    |
| DF               | 13 | Elisa Bartoli        |  | 64'    |
| MF               | 20 | Giada Greggi         |  | 83'    |
| FW               | 7  | Sofia Cantore        |  | 83'    |
| FW               | 11 | Benedetta Glionna    |  | 90+10' |
| Huấn luyện viên: |    |                      |  |        |
| Milena Bertolini |    |                      |  |        |

| Cầu thủ xuất sắc của trận đấu: Hildah Magaia (Nam Phi) Trợ lý trọng tài: Leslie Vásquez (Chile) Mónica Amboya (Ecuador) Trọng tài thứ tư: Myriam Marcotte (Canada) Trọng tài video: Nicolás Gallo (Colombia) Trợ lý trọng tài video: Armando Villarreal (Hoa Kỳ) Trợ lý trọng tài video (việt vị): Enedina Caudillo (México) |

## Kỷ luật của bảng đấu
Điểm kỷ luật sẽ được sử dụng như một tiêu chí xếp hạng nếu thành tích chung cuộc và thành tích đối đầu của các đội bằng nhau. Điểm này được tính dựa trên số thẻ vàng và thẻ đỏ nhận được trong tất cả các trận đấu vòng bảng như sau:
- thẻ vàng thứ nhất: trừ 1 điểm;
- thẻ đỏ gián tiếp (thẻ vàng thứ hai): trừ 3 điểm;
- thẻ đỏ trực tiếp: trừ 4 điểm;
- thẻ vàng và thẻ đỏ trực tiếp: trừ 5 điểm;

Chỉ một trong số các khoản trừ trên được áp dụng cho một cầu thủ trong một trận đấu duy nhất.
| Đội       | Trận 1   | Trận 1                                    | Trận 1 | Trận 1            | Trận 2   | Trận 2                                    | Trận 2 | Trận 2            | Trận 3   | Trận 3                                    | Trận 3 | Trận 3            | Điểm |
| Đội       | Thẻ vàng | Thẻ vàng · Thẻ vàng-đỏ (thẻ đỏ gián tiếp) | Thẻ đỏ | Thẻ vàng · Thẻ đỏ | Thẻ vàng | Thẻ vàng · Thẻ vàng-đỏ (thẻ đỏ gián tiếp) | Thẻ đỏ | Thẻ vàng · Thẻ đỏ | Thẻ vàng | Thẻ vàng · Thẻ vàng-đỏ (thẻ đỏ gián tiếp) | Thẻ đỏ | Thẻ vàng · Thẻ đỏ | Điểm |
| --------- | -------- | ----------------------------------------- | ------ | ----------------- | -------- | ----------------------------------------- | ------ | ----------------- | -------- | ----------------------------------------- | ------ | ----------------- | ---- |
| Ý         | 2        |                                           |        |                   |          |                                           |        |                   |          |                                           |        |                   | −2   |
| Thụy Điển |          |                                           |        |                   |          |                                           |        |                   | 2        |                                           |        |                   | −2   |
| Nam Phi   | 2        |                                           |        |                   | 2        |                                           |        |                   |          |                                           |        |                   | −4   |
| Argentina | 4        |                                           |        |                   | 1        |                                           |        |                   | 1        |                                           |        |                   | −6   |